# Острица (резерват)
Вижте пояснителната страница за други значения на Острица.
Острица е поддържан резерват в планината Голо бърдо, в землищата на градовете Перник и Радомир и на село Кралев дол. Това е една от най-старите защитени територии в България.

## Статут
Обявен е на 20 февруари 1961 г. с цел опазването на естествено находище на ценни растителни екземпляри.

## Местоположение
Разположен е по склоновете на връх Острица в планината Голо бърдо, област Перник. Връх Острица е изграден предимно от варовикови скали. На територията на резервата могат да се видят различни скални образувания. В резерват Острица, по склоновете на връх Острица се срещат скални свлачища и каменни сипеи. Южните склонове на резервата са почти изцяло покрити със скали, но в останалите части на Острица добре развита е флората.

## Флора
Резерватът Острица е типично ботанически резерват. В него се опазват изключително голям брой редки растителни видове. Въпреки че територията на резервата е сравнително малка, в него са установени около 300 вида висши растения, от които над 250 вида са тревисти видове.
От особено значение са тревните видове, които са най-голямото му богатство. Тук са представени тревни видове, характерни за три континента – Европа, Азия и Африка. Срещат се българските ендемични видове урумово лале, урумов лопен, българско карамфилче и други. От балканските ендемични видове голям интерес представляват видовете райхенбахова перуника, главеста жълтуга, длановиден ветрогон и други.
- Паничковиден карамфил (Dianthus pelviformis)
- Урумово лале (Tulipa urumoffii)
- Ниско бясно дърво (Daphne cneorum)

## Фауна
Поради малката територия на резервата, както и поради силно разчленения релеф, броят на видовете животни не е голям. Въпреки това е установен значителен брой редки животни, както и видове, които представляват интерес за науката. Установени са степен гущер, карпатски скорпион, дива пчела, мравка, глиган, лисица, множество видове птици и други.